# Dispositivo de Brannock

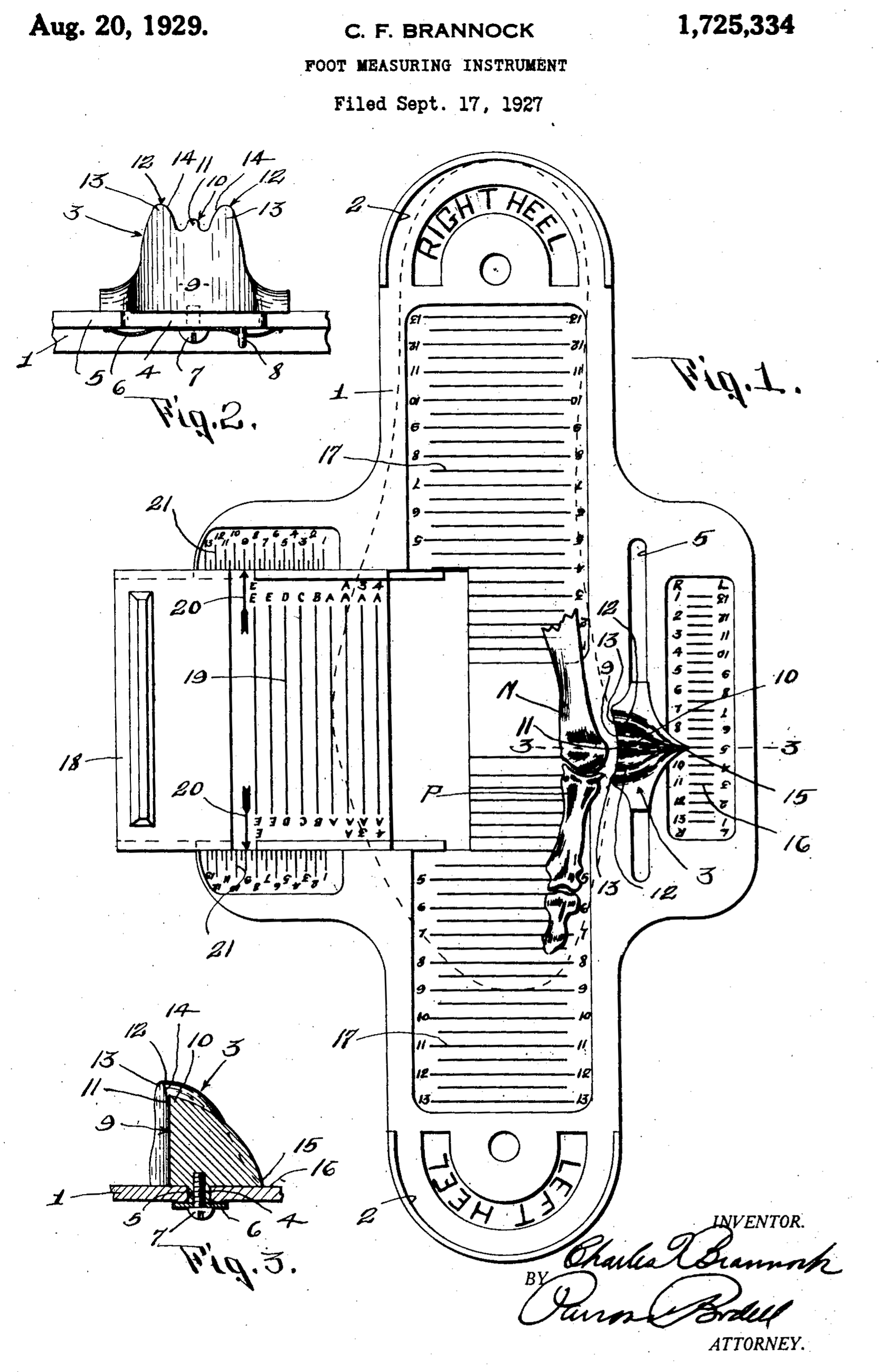
Dispositivo de Brannock

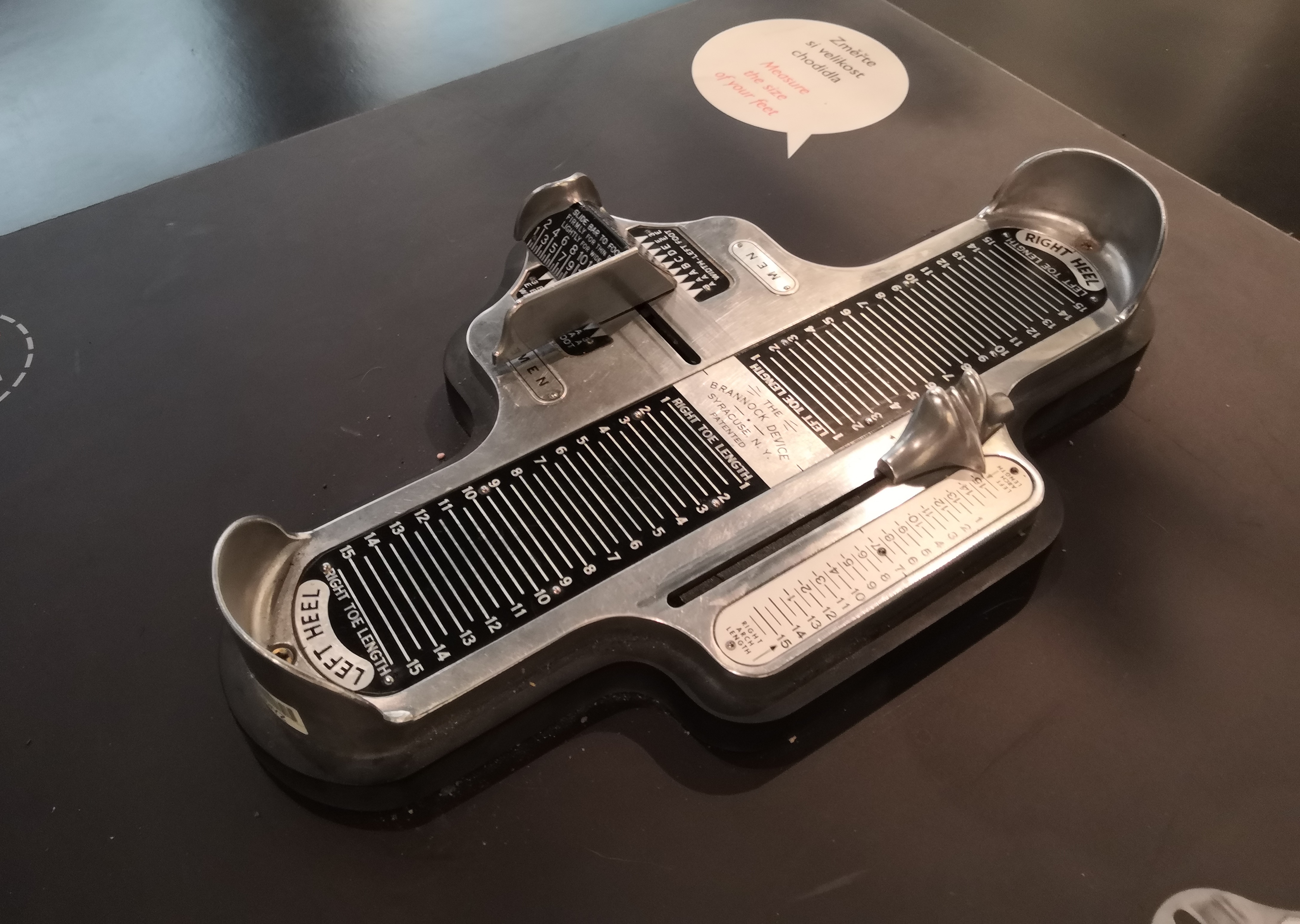
Foto de um Dispositivo de Brannock patente no Museu do Sapato em Zlín, República Tcheca

O Dispositivo de Brannock é um instrumento de medida inventado por Charles Brannock para medir as dimensões dos sapatos.